# Conseil métropolitain de Bangkok
13e législature (2022-2026)
Hôtel de ville
Le conseil métropolitain de Bangkok (en thaï : สภากรุงเทพมหานคร, RTGS : Sapha Krungthep Mahanakhon) est l'assemblée délibérante de la ville. Il est composé de 50 conseillers métropolitains élus pour une durée de quatre ans au suffrage universel et siègent à l'hôtel de ville. 

## Organisation et fonctionnement
Les membres du conseil métropolitain sont élus au scrutin uninominal majoritaire à un tour et le nombre de conseillers peuvent varier selon la population de la métropole.
Il y a ainsi eu 40 conseillers métropolitains lors de la 4e législature (1984-1985), soit le nombre le plus bas de conseillers dans l'histoire de l'assemblée. À l'inverse, le nombre de conseillers le plus haut s'élevait à 61, lors des 9e (2002-2006) et 11e législatures (2010-2014). À l'issue de l'élection du 22 mai 2022, le nombre de conseillers métropolitains s'élève à 50.
Le conseil métropolitain a aussi parfois été désigné, tel qu'il l'a été lors de sa 1re législature (1973-1975), ou lors de sa 12e législature (2014-2022), désigné par le Conseil national pour la paix et le maintien de l'ordre, junte militaire à l'origine du coup d'État de mai 2014.

## Historique
| Législature | Nombre de conseillers | Élection | Mandature                           |
| ----------- | --------------------- | -------- | ----------------------------------- |
| 1           | 46                    | Désigné  | 16 avril 1973 - 10 août 1975        |
| 2           | 41                    | 1975     | 10 août 1975 - 29 avril 1977        |
| 3           | 45                    | Désigné  | 29 avril 1977 - 30 novembre 1984    |
| 4           | 40                    | Désigné  | 30 novembre 1984 - 14 novembre 1985 |
| 5           | 46                    | 1985     | 14 novembre 1985 - 13 novembre 1989 |
| 6           | 57                    | 1990     | 7 janvier 1990 - 6 janvier 1994     |
| 7           | 54                    | 1994     | 6 mars 1994 - 5 mars 1998           |
| 8           | 60                    | 1998     | 26 avril 1998 - 25 avril 2002       |
| 9           | 61                    | 2002     | 16 juin 2002 - 15 juin 2006         |
| 10          | 57                    | 2006     | 23 juillet 2006 - 22 juillet 2010   |
| 11          | 61                    | 2010     | 29 août 2010 - 28 août 2014         |
| 12          | 30                    | Désigné  | 15 septembre 2014 - 11 mai 2022     |
| 13          | 50                    | 2022     | depuis le 22 mai 2022               |